# 廖宇靖
廖宇靖（1987年8月10日—）是一位中国作家，非盈利组织日本中国青年友好交流协会事务局主席，是中国作家协会会员，中日文化青年交流大使。

## 生平
1987年出生于四川绵阳，毕业于四川传媒学院和四川警察学院，是2008年北京奥运会火炬手、2020年东京奥运会首位传递圣火的国际火炬手。2018年8月担任东京大学社会科学研究所研究员、高级访问学者。

## 著作
《川藏秘录》《藏香》等长篇小说。

## 荣誉
2018年获选中国年度影响力正能量作家奖。